# متذبذب (سنكروترون)

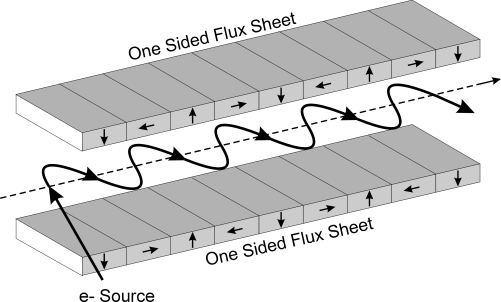
رسم تخطيطي لمصفوفة هالباخ في ليزر إلكترون حر يوضح اتجاه المغناطيس.

المتذبذب هو جهاز إدخال في السنكروترون . وهو عبارة عن سلسلة من المغناطيسات المصممة للقيام بتحريف وانحناء شعاع من الجسيمات المشحونة ( الإلكترونات أو البوزيترونات بصفة مستديمة ) أفقيًا بشكل دوري داخل حلقة تخزين السنكروترون. تخلق هذه الانحناءات تغيرًا في التسارع الذي ينتج بدوره انبعاث إشعاع السنكروترون الواسع المماس للمنحنى ، تمامًا مثل مغناطيس انحنائي ، ولكن الشدة تكون أعلى بسبب مساهمة العديد من ثنائيات الأقطاب المغناطيسية في المتذبذب بحيث تزداد سرعة الإلكترونات أو البوزيترونات المشحونة. علاوة على ذلك ، نظرًا لانخفاض الطول الموجي (λ)، فإن هذا يعني أن التردد (ƒ) قد زاد. هذه الزيادة في التردد تتناسب طرديًا مع الطاقة ، وبالتالي يشكل المتذبذب طول موجة من الضوء بطاقة أكبر.
المتذبذب لديه طيف إشعاع أوسع من المموج
عادةً ما يتم ترتيب المغناطيسات الموجودة في المتذبذب في مصفوفة هالباخ . يُعرف التصميم الموضح أعلاه عادةً باسم متذبذب هالباخ Halbach wiggler.

## التاريخ
تم تقديم أول اقتراح لمغناطيس متذبذب لإنتاج إشعاع السنكروترون من قبل K.W. Robinson في تقرير غير منشور في Cambridge Electron Accelerator "معجل إلكترونات كامبريدج " بجامعة هارفارد في عام 1956. ولكن لتوفير تخميد إضافي لتذبذبات البيتاترون والسنكروترون لإنشاء نظام تخزين شعاع. تم استخدام مغناطيس المتذبذب wiggler لأول مرة كمصدر إشعاع السنكروترون في Stanford Synchrotron Radiation Lightsource (SSRL) في عام 1979.

## اقرأ أيضا
- سينكروترون